# Dollerbaechlein
Le Dollerbaechlein est le nom donné à un bras autonome de la basse Doller serpentant dans le bassin potassique en haute Alsace. Sa prise d'eau est située à Reiningue, et sa confluence avec l'Ill, en amont d'Ensisheim.
Il a eu une grande importance économique du Moyen Âge à nos jours, tant pour l'alimentation des moulins que pour l'irrigation.
Sur son tronçon amont, jusqu'à Kingersheim il est souvent connu sous le nom de Hagelbach.
Sa longueur est d'environ 17,85 km, et son débit moyen de 200 l/s.
Il arrose les communes de Reiningue, Lutterbach, Richwiller, Pfastatt, Kingersheim, Wittenheim, Ruelisheim, Ensisheim.

## Gestion
La gestion du cours d'eau est du ressort du Syndicat intercommunal du Dollerbaechlein, domicilié à la mairie de Wittenheim.

## Intérêt écologique
En 2004, le Centre d'Initiation à la Nature et à l'environnement a aménagé avec le concours de la région et de l'agence de bassin une zone humide (roselière) à Lutterbach le long du Dollerbaechlein. Elle permet de réguler localement les inondations (zone d'expansion des crues) et offre un refuge à la faune.
En 2010, à l'occasion de travaux de désenvasement commencés l'année précédentes, des lamproies sont découvertes dans le ruisseau au lieu-dit le Wehr. La présence de cette espèce protégée a stoppé le chantier.

## Bibliographie

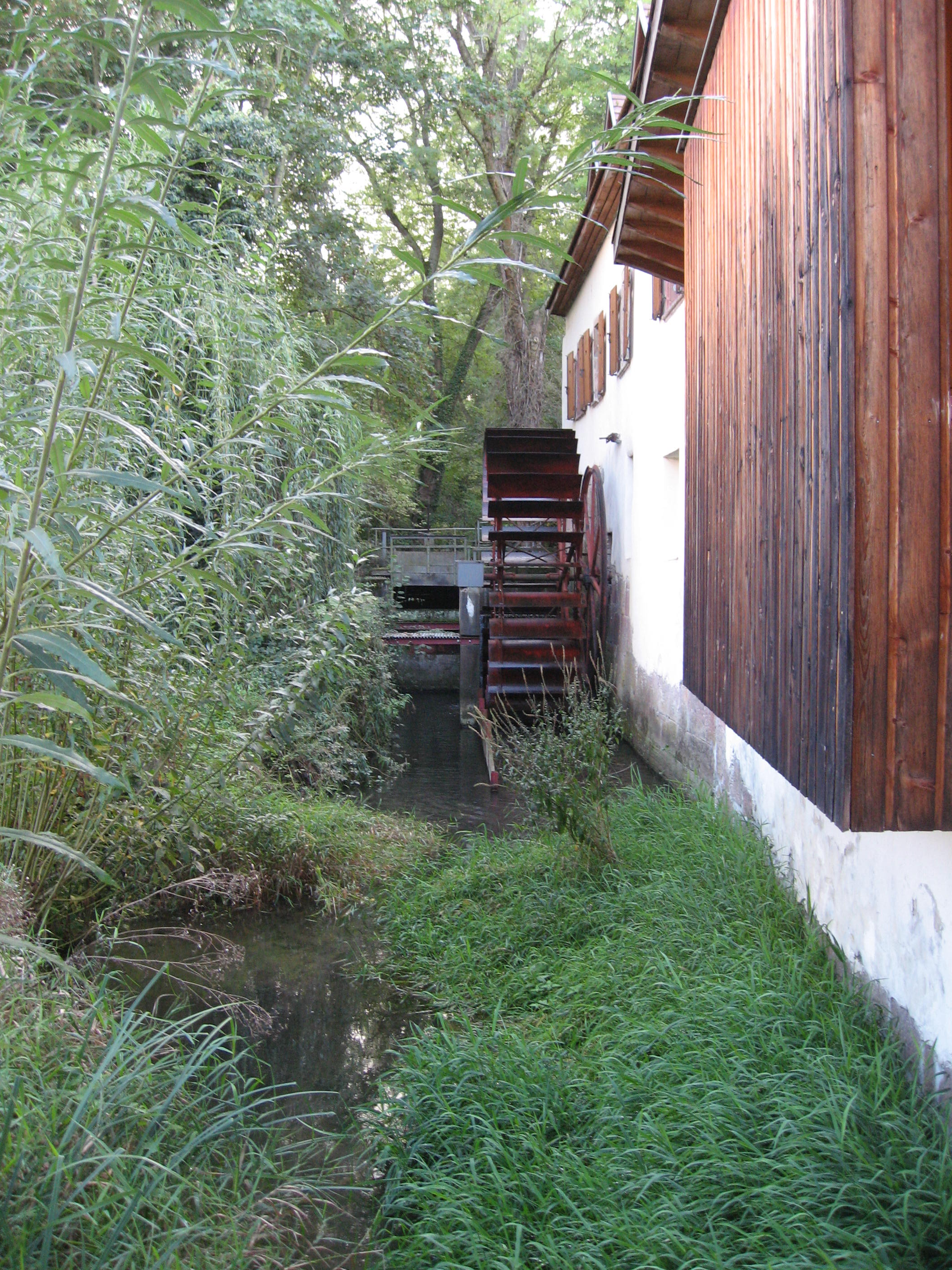
le moulin de Lutterbach au bord du Dollerbaechlein